# Stolonica laevis
Stolonica laevis is een zakpijpensoort uit de familie van de Styelidae. De wetenschappelijke naam van de soort is voor het eerst geldig gepubliceerd in 2002 door Monniot.